# Çiğ köfte
Çiğ köfte (nom turc per la mandonguilla crua) és un plat de carn i bulgur de la cuina turca, també coneguda en els països veïns. Entre altres ingredients es troben carn de vedella sense greix, cebes, julivert, salça de pebrot, pebre vermell especial "isot" o pul biber, espècies, i nar ekşisi.

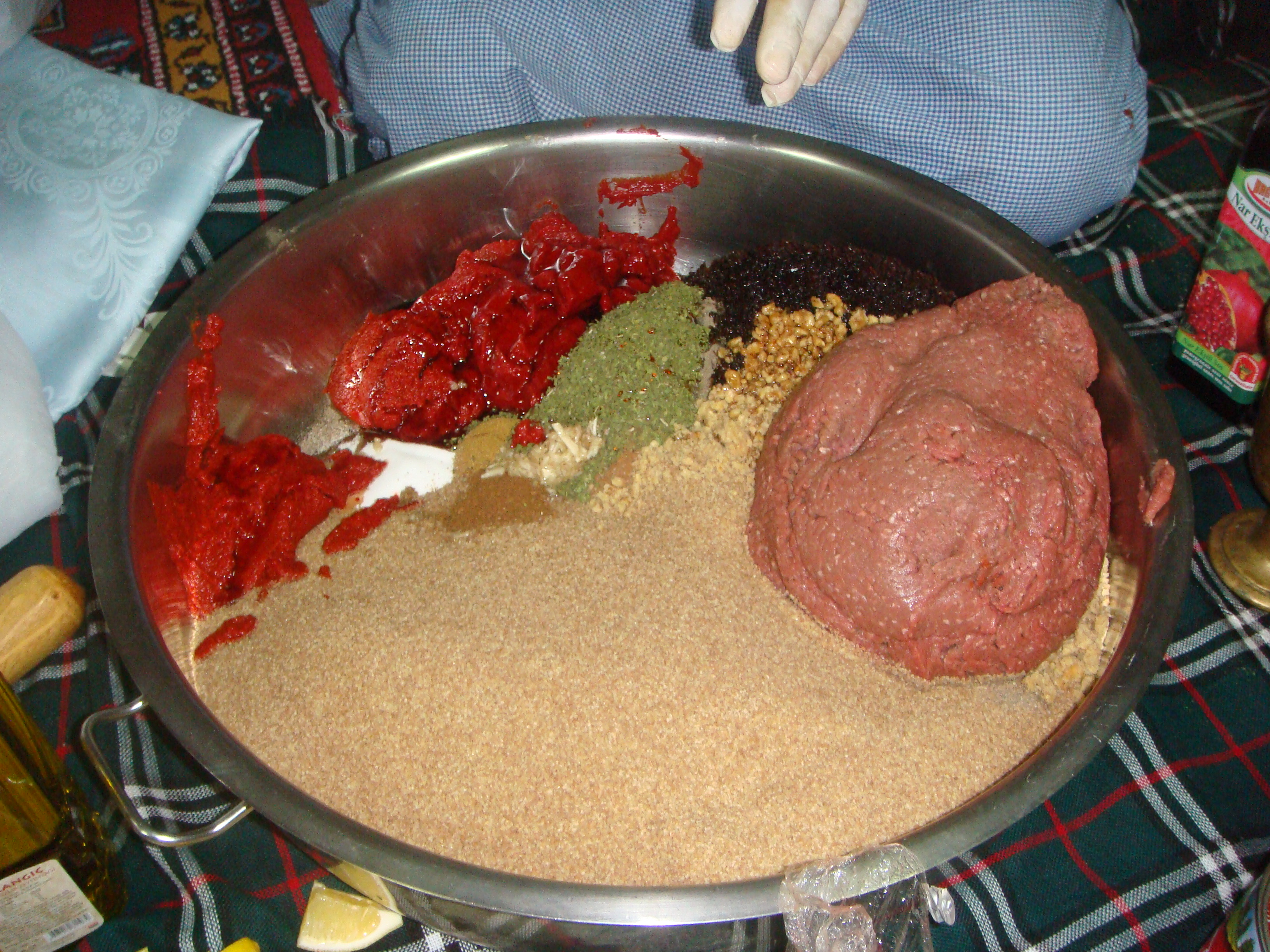
Els ingredients del çiğ köfte esperant ser amassats dins d'una paella gran.

Tots els ingredients s'amassan amb les mans dins d'una safata o sini, fins a aconseguir una consistència semblant a la de massa de farina. Després es fan petites pilotes d'aquesta massa de carn i bulgur i se serveixen dins d'unes fulles d'enciam amb rodanxes de llimona. El çiğ köfte també és un menjar de carrer i es ven dins d'un dürüm.
A Turquia es fa çiğ köfte des de l'època seljúcida.
En els darrers anys a Turquia està en auge la producció industrial de çiğ köfte sense carn -on la carn és reemplaçada per nous o avellanes- i la seva venda es duu a terme per franquícies. Aquest comerç gira anualment 630 milions de TL actualment.